# Isla Krupínina
La isla Krupínina (del ruso: О́стров Крупи́нина) es una pequeña isla situada en la bahía de Tamán, al este del estrecho de Kerch, entre el mar de Azov y el mar Negro, perteneciente al raión de Temriuk del krai de Krasnodar de Rusia. Se halla entre 1.5 km y 2 km al este de la punta Chushka y la península de Tamán.
Está compuesta de una mezcla de arena de cuarzo y conchas. En la isla habitan una gran cantidad de pájaros (garzas y cormoranes) y diversos insectos. En las aguas costeras de la isla habitan los gobios y los liza haematocheilus, en la marea baja se pueden hallar braquiuros y syngnathus typhle. A veces acuden a las proximidades delfines.